# Bulbophyllum farreri
Bulbophyllum farreri é uma espécie de orquídea (família Orchidaceae) pertencente ao gênero Bulbophyllum. Foi descrita por William Wright Smith e Gunnar Seidenfaden em 1973.